# Abelardo Escobar Prieto
Pour les articles homonymes, voir Escobar.
 (février 2019).
Si vous disposez d'ouvrages ou d'articles de référence ou si vous connaissez des sites web de qualité traitant du thème abordé ici, merci de compléter l'article en donnant les références utiles à sa vérifiabilité et en les liant à la section « Notes et références ».
Abelardo Escobar Prieto, né le 19 janvier 1938 à Ciudad Juárez (Chihuahua) au Mexique et mort le 11 février 2019[réf. nécessaire], est un homme politique mexicain. 
De 2006 à 2012, il est Secrétaire de la Réforme agraire.

## Biographie

### Fonctions politiques
- Député au Congrès de l'Union du Mexique, 2000 – 2003.
- Secrétaire mexicain de la Réforme agraire, 24 avril 2006 – 30 novembre 2012.